# ويليام إل. باري
ويليام إل. باري (بالإنجليزية: William L. Barry) هو مجدف بريطاني، ولد في 16 أكتوبر 1940.

## وصلات خارجية
- ويليام إل. باري على موقع الاتحاد الدولي للتجديف (الإنجليزية)
- ويليام إل. باري على موقع أوليمبيديا (الإنجليزية)
- ويليام إل. باري على موقع اللجنة الأولمبية البريطانية (الإنجليزية)